# 永島勝司
永島 勝司（ながしま かつじ、1943年1月6日 - 2025年2月10日）は、日本の元新聞記者。島根県出身。東京スポーツで整理部長、新日本プロレスで取締役、WJプロレスで専務取締役を務めた。

## 来歴
専修大学卒業後、毎夕新聞社を経て東京スポーツ新聞社に入社。東スポ在籍時からガッツ石松対藤原敏男の実現に向けて暗躍するなど、後の「仕掛け人」としての片鱗を見せていた。その後新日本プロレス担当記者となり、その後の盟友でかつ専修大学では後輩にあたる長州力と懇意になる。
1984年9月20日に開催された新日本プロレス大阪府立体育会館大会の取材の翌日に、乗車していた東海道新幹線の列車電話で東スポからジャパンプロレスの設立を知らされ、会社の指示で東スポ本社へ向かい、直後にジャパンプロレス設立会見へ向かった。永島の長州に対する質問において、長州は「先輩、すいません」と開口一番で発言した。その際、永島の落胆ぶりは大きかったという。
1988年、新日本プロレスに入社。渉外担当・企画宣伝部長としてUWFインターナショナルとの対抗戦などヒット企画を生み、「平成のプロレス仕掛人」あるいは「背広レスラー」の異名を取るに至る。
取締役時代には長州（当時の役職は現場監督）と共に新日本プロレスにおいて大きな発言力を誇った。
しかし新日本プロレス内での派閥抗争に破れ、2002年に新日本プロレスを退団した。退団後、他団体のアングルを企画するなどの目的で「ナガシマ企画」を設立した。ナガシマ企画は後に新日本プロレスを退団した長州が合流し、名称を「リキ・ナガシマ企画」と変更した。永島は長州が合流したことにより、リキ・ナガシマ企画で長州力のプロデュースも行う予定でいた。
その後、長州のタニマチであった北海道を中心に活動する企業家・福田政二の資金協力が得られることとなり、福田を社長としたWJプロレスを設立し自らは専務取締役に就任した。永島はリキ・ナガシマ企画をWJプロレスのアングルなどを企画する会社として活用する予定であったが、「WJプロレスに専念してほしい」という福田社長の意向によりリキ・ナガシマ企画は事実上の活動停止となった。
WJプロレスの設立に伴い、大森隆男、佐々木健介らを次々と引き抜いた。このとき健介の新日本退団に対して永田裕志から「裏で手を引いている奴がいる。背広着て、煙草吸って、頭からごま塩をかけたやつだ」と永島を非難するコメントが出された。上記の一件から、永島がネット上で「ゴマシオ」と呼ばれることがある。
2003年3月に旗揚げされたWJプロレスであったが、2004年7月、経営の悪化により活動休止。永島は残存レスラーによって立ち上げられたリキプロには関与せず、長州と袂を分かちWJの内情を綴った『地獄のアングル』を執筆。内外タイムスの格闘技記事の責任編集者としてマスコミ界に復帰したが、一身上の都合により2006年秋に退職。総合格闘情報フリーマガジン「VIVA FIGHT（ビバファイト）」編集人としても活躍する。
2008年5月には後楽園ホールで昭和の名レスラーを集めた「昭和プロレス」を主催した。
2009年6月、古巣となる内外タイムスに編集統括プロデューサー（実質的には編集長）として復帰。しかし紙面の全面リニューアルや「リアルスポーツ」への改名も部数回復には繋がらず、同年11月の内外タイムス社の倒産により廃刊となった。
2012年6月、DDTの高木三四郎が率いる「nWj」の最高顧問に就任した。
2016年1月、「バトル・ニュース」編集長就任。
2020年4月1日、YouTubeに「永島オヤジの格闘チャンネル」を開設し第一回の動画を公開した。アシスタントに元週刊ゴング編集長の金沢克彦を起用している。8月には登録者数が1万人を突破した。
2025年2月10日、呼吸不全のため、東京都内の病院で死去した。82歳没。遺族の話では前年12月4日に自宅で意識を失い、病院へ救急搬送された。その後意識は回復していたものの、肺気腫を患っていたという。

## 著書
- 『虎戦士タイガー・マスク : スーパーヒーローの素顔』（東京スポーツ新聞社,1983年）ISBN 4808400545
- 『闘魂二人三脚 : ソ連の心を動かした男が綴るスポーツ秘話 猪木とタッグ』（朝文社,1991年）ISBN 4886950361
- 『闘魂ふたり旅 : 夢のみちづれ奇跡の真実』（いれぶん出版,1998年）ISBN 4870840324
- 『プロレスの創り方』（アミューズブックス,2001年）ISBN 4906613675
- 菊池孝,宮本久夫と共著『告白 : 新日本プロレス元取締役企画宣伝部長の証言!』（日本スポーツ出版社,2002年）ISBN 4930943604
- 『背広レスラー』（メディアファクトリー,2002年）ISBN 4840106126
- 『地獄のアングル : プロレスのどん底を味わった男の告白』（イースト・プレス,2005年）ISBN 4872575245
- 『凶獣 : 側近の見たアントニオ猪木の嘘と真実』（オークラ出版,2007年）ISBN 9784775509708
- 『プロレス界を揺るがした10人の悪党』（オークラ出版,2008年）ISBN 9784775512517
- 『永島オヤジの まぁだま～って読んでみてよ』（晋遊舎 2012年）ISBN 9784863915633

## ラジオ
- 雪崩式ブレーンバスターラジオ（2011年6月～2012年1月、Shinjuku-NET station）中田ちさととともにメインパーソナリティ

## キャラクターグッズ
- LINEスタンプ「劇画ゴマシオ親父の迷言」 - 永島K2プロダクション[9]。